# Denton and Reddish
La circonscription de Denton and Reddish  est une circonscription située dans le Grand Manchester et représentée à la Chambre des communes du Parlement britannique.